# 345-й десантно-штурмовий полк (РФ)
345-й десантно-штурмовий полк імені Героя Радянського Союзу генерал-полковника В. О. Востротіна — тактичне формування Повітряно-десантних військ Російської Федерації. Полк перебуває у складі 104-ї гвардійської десантно-штурмової дивізії.

## Історія
У 2023 році сформовано 345-й десантно-штурмовий полк у складі 104-ї дшд у м. Ульяновськ, під керівництвом гвардії полковника П. П. Попова.
Полк брав участь у бойових діях на території Херсонської області під час вторгнення Росії в Україну.
24 червня 2024 року Указом президента Російської Федерації 345-му десантно-штурмовому полку присвоєно почесне найменування «імені Героя Радянського Союзу генерал-полковника В. О. Востротіна».